# Rhinium absolutum
Rhinium absolutum är en stekelart som först beskrevs av Cresson 1874.  Rhinium absolutum ingår i släktet Rhinium och familjen brokparasitsteklar. Inga underarter finns listade i Catalogue of Life.